# Oracle Cloud
Oracle Cloud — это служба облачных вычислений, предлагаемая Oracle Corporation, предоставляющая серверы, хранилища, сети, приложения и сервисы через глобальную сеть центров обработки данных Oracle Corporation. Компания позволяет предоставлять эти услуги по требованию через Интернет.
Oracle Cloud обеспечивает Инфраструктура как услуга (IaaS), Платформа как услуга (PaaS), Программное обеспечение как услуга (SaaS) и Данные как услуга (DaaS). Эти службы используются для создания, развертывания, интеграции и расширения приложений в облаке. Эта платформа поддерживает многочисленные открытые стандарты (SQL, HTML5, REST и т. д.), Решения с открытым исходным кодом (Kubernetes , Hadoop, Kafka и т. д.) И множество языков программирования, баз данных, инструментов и frameworks, включая Oracle-specific, Open Source,стороннее программное обеспечение и системы.

## Архитектура
Oracle Cloud предлагается через глобальную сеть центров обработки данных Oracle Corporation. Корпорация Oracle развертывает свое облако в регионах. Внутри каждого региона есть как минимум три независимые от отказа места доступности. Каждая из этих доменов доступности содержит независимый центр обработки данных с силовой, тепловой и сетевой изоляцией. Oracle Cloud обычно доступен в Северной Америке, EMEA, APAC и Японии с объявленными регионами Южной Америки и США . Данные Oracle Cloud IaaS и PaaS Security and Compliance публикуются Oracle на общедоступной странице cloud.oracle.com/iaas-paas-compliance.